# Tim Richmond
Tim Richmond (Ashland (Ohio), 7 juni 1955 - West Palm Beach (Florida), 13 augustus 1989) was een Amerikaans autocoureur. Hij reed in de Champ Car en de Winston Cup.

## Carrière

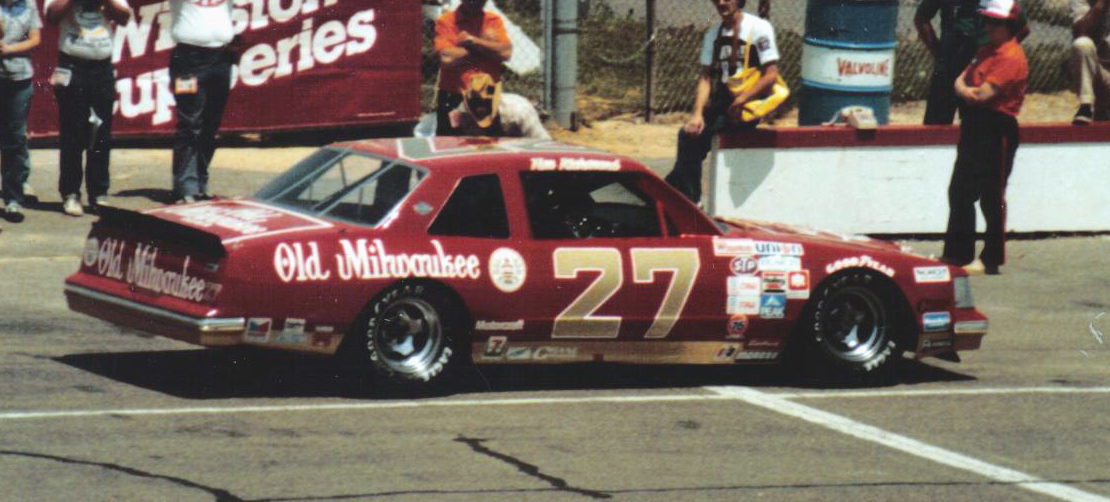
Richmonds racewagen uit 1983

Richmond werd negende bij zijn debuut tijdens de Indianapolis 500 in 1980 en won de trofee Indianapolis 500 Rookie of the Year. Datzelfde jaar maakte hij zijn debuut in de NASCAR met de Coca-Cola 500 op de Pocono Raceway. Hij verzamelde in de Winston Cup dertien overwinningen en won zijn eerste en laatste race tijdens de Budweiser 400 in 1982 en 1987. Hij won tevens twee races in de Busch Series, in 1985 en 1986 op de Charlotte Motor Speedway.
Richmond overleed in 1989 op 34-jarige leeftijd aan de gevolgen van aids.